# Josef Alexander Koruna
Josef Alexander Koruna, celým jménem Josef Alexander Leopold Koruna, také Joseph Coruna (29. března 1807 Olomouc - po roce 1854? Praha) byl český malíř a grafik období klasicismu a romantismu, známý malovanými portréty, rytinami a litografiemi.

## Život
Pocházel z rodiny olomouckého obchodníka s vínem Františka Koruny. Původně byl učitelem, teprve od roku 1834 až patrně do roku 1839 studoval malířství na Akademii výtvarných umění v Praze ve třídě Františka Kristiana Waldherra, pravděpodobně se školil i jinde. Přátelil se s rodinou malíře Augustina Piepenhagena, jeho dcerami a s Luisou Berkovou, která jej roku 1843 portrétovala. Žil sám v podnájmu na Starém Městě, naposledy v Celetné ulici čp. 561/I. V policejní přihlášce byl zapsán jako malíř historií a krajin, v pražských adresářích a příručce města Prahy do roku 1851 jako malíř historií, žánrů a krajin.

## Dílo

### Portréty
- Portrét mladé dámy (1841)[5]
- Portrét Henrietty Beerové, manželky Roberta Thomase Beera, lékařského rady v Krakově[6]

### Další obrazy
- Vánoční večer na Staroměstském náměstí (1841) sbírka hl. m. Prahy

Vystaveny
- Výroční výstava Krasoumné jednoty pro Čechy, Praha 1839
- Výstava Společnosti vlasteneckých přátel umění, Praha 1840, 1841
- Sto let českého umění 1830–1930 NG Praha 1930

### Grafické listy
- Procesí u Schwarzenberského paláce na Hradčanech, podle veduty C. Koruny litografoval Václav Merklas[8]
- Přemysl Oráč - ocelorytina podle předlohy Karla Josefa Geigera, Slovenská národní galerie[9]